# Сурганова Світлана Яківна
Світлана Яківна Сурганова (нар. 14 листопада 1968, Ленінград) — російська співачка, скрипалька, гітаристка, авторка пісень.
У 1993—2002 роках - солістка і скрипалька групи «Нічні снайпери». Нині — лідер групи «Сурганова і Оркестр».

## Життєпис

### Дитинство і юність
Народилася 14 листопада 1968 року в Ленінграді. Своїх справжніх батьків Світлана ніколи не бачила — біологічна мати відмовилася від неї за народження. Коли дівчинці було три роки, її удочерила Лія Давидівна Сурганова, кандидат біологічних наук (народилася 1935 року).
Світлана закінчила ленінградську загальноосвітньої школи № 163, музичну школу по класу скрипки, медичне училище № 1 і Санкт-Петербурзьку педіатричну академію.
Почала писати пісні у 14 років. До раннього періоду творчості відносяться такі її твори, як «Дощик» (1983), «22 години розлуки» (1985), «Музика» (1985), «Час» (1986) та ін В 9 класі створила свою першу музичну групу «Камертон».
Другий колектив з участю Сурганової називався «Ліга». Він був сформований в період навчання в медичному училищі. Ця група брала активну участь і завойовувала призові місця на ряді студентських музичних конкурсів Петербурга.
Після знайомства Світлани з Петром Малаховским, яка викладала суспільствознавство в її медучилище, ними була створена група «Щось інше». У наступні роки колектив дав ряд сольних концертів, брав участь у різних акціях, фестивалях і збірних концертах за участю представників неформальної молодіжної культури Петербурга.
В репертуар групи входили пісні, написані головним чином її учасниками, у тому числі і Сурганової, а також на вірші різних сучасних і класичних поетів. Офіційних альбомів група «Щось інше» не записала, проте збереглося кілька студійних і концертних записів групи, об'єднаних у збірники під неофіційними назвами «Крокуючи по тротуарах» та «Ліхтарі», відносяться приблизно до 1992 року.
До цього ж періоду відноситься спільна творчість Світлани Сурганової і Світлани Голубєвої, з якою вони познайомилися в Педіатричної академії. Сурганова виконувала декілька пісень, написаних Голубєвої (наприклад, «сивий Ангел», «Ніч», «Казка»), а деякі пісні авторства Сурганової вони співали дуетом. Про це свідчить, зокрема, акустичний запис (44 пісні), відома під неофіційною назвою — альбом «Дохлий Сурик» (1992), на якій дуетом співаються пісні «Друг для друга» і «Коли втомишся».

### «Нічні Снайпери»
19 серпня 1993 року в Петербурзі Світлана познайомилася з Діаною Арбеніною. Разом вони створили групу «Нічні снайпери», що існувала спочатку у форматі акустичного дуету, а потім розширеної до електричної рок-групи. У складі колективу Світлана Сурганова брала участь в записі альбомів «Крапля дьогтю в бочці меду», «Дитячий лепет», «Алмазний британець», «Канарський», «Рубіж», «Живий» (скрипка, гітара, вокал, бек-вокал) і «Цунамі» (скрипка), а також у запису ряду офіційно не виданих збірників та альбомів.
Одночасно з цим, аж до 1996 року, Світлана продовжувала іноді виступати в складі колективу «Щось інше»; згодом ця група отримала назву «Ульмі» і розпалася в 2008 році через конфлікт між лідером колективу Петром Малаховським та іншими музикантами. Також в якості сесійного музиканта Світлана брала участь у записі кількох композицій мурманської групи «Кузя BAND», саундтрека до детективного серіалу «Таємниці слідства».
В снайперський період також видавалися вірші і тексти пісень Світлани. У 1996 році вона разом з Діаною Арбеніною випустила поетичні збірки «Погань» і «Мета» (також у форматі самвидаву). У 2002 році вони офіційно видали свої вірші і пісні — в книзі «Патронташ».
Покинула групу 17 грудня 2002 року на прохання Діани Арбеніної.

### «Сурганова і Оркестр»
Після відходу з «Нічних снайперів» Світлана протягом декількох місяців виступала з акустичними концертами (спільно з гітаристом Валерієм Тхаєм). В грудні 2002 року її запросили зіграти партію скрипки в піснях «Валдай» і «Блокада» для альбому «Нові люди» групи «Сплін».
У квітні 2003-го Світлана створила власний колектив «Сурганова і Оркестр». Група записала 9 студійних альбомів: «Невже не я», «Кохана Шопена», «Сіль», «Перевірено часом. Частина 1. Вічний рух», «Чужі, як свої», «Побачимося скоро», «Гра в класики», «#МируМир»(2015), «Пісні воєнних років» (2017. Випущений до дня зняття блокади Ленінграда). Також колектив випустив три концертних платівки («Живий», «КругоСветка», «Паризька акустика»), сингл «Кораблі» і міні-альбоми «Велосипед» (2013) і "До слова «Життя» (2017).
Гастрольний тур гурту «Сурганова і Оркестр» стартував 30 вересня 2004 року і завершився у грудні 2005-го. В ході гастролей музиканти дали 50 концертів в різних містах Росії. До туру «КругоСветка» були віднесені також деякі виступи, що пройшли в Москві і Петербурзі. Зокрема, концертом, завершив «Вояж», оголошено виступ в ДК Горького (СПб) 12 грудня 2005 року, під час якого був записаний живий альбом «КругоСветка» в аудіо- та відеоформаті.
У 2005 році Світлана познайомилася з молодою рок-групою ExNN з Молдови (окуповане РФ Придністров'я) і запросила зіграти спільні концерти в Москві та Санкт-Петербурзі. Група регулярно виступає з сольними концертами в Москві, Петербурзі та в багатьох містах Росії, брала участь в найбільших рок-фестивалях Росії. Також продовжилися її виступи з сольними акустичними концертами (спільно з В. Тхаем).
Навесні 2009 року Світлана Сурганова запустила у широкий прокат фільм-концерт «Перевірено часом. Частина I: Вічний рух», присвячений однойменного альбому групи, який став четвертим у дискографії колективу. Прем'єра відбулася 9 березня у кіноцентрі «Батьківщина» (Санкт-Петербург), а з 1 липня з показу в кінотеатрі «Художній» (Москва) розпочався прокат фільму-концерту по містах Росії.

### Особисте життя
У 27 років Сурганова дізналася, що у неї онкологічне захворювання. Пережила клінічну смерть і серію операцій з видалення ракової пухлини сигмоподібної кишки. З 1997-го по 2005 рік була стомованою хворою.

## Інша творча діяльність
Поетичні та малярські твори Світлани Сурганової були опубліковані в таких книгах:
- «Погань» (1996, вірші, картини)
- «Мета» (1996, тексти пісень, картини)
- «30 пісень Нічних Снайперів» (2002, ноти, акорди, тексти пісень)
- «Патронташ» (2002, тексти пісень, вірші, картини)
- «Поети російського року. Том 10» (2005, тексти пісень, вірші)
- «Зошит слів» (2012)
- «Книга листів» (2013)

У 2005 році взяла участь в озвучуванні мультфільму «Жах перед Різдвом».

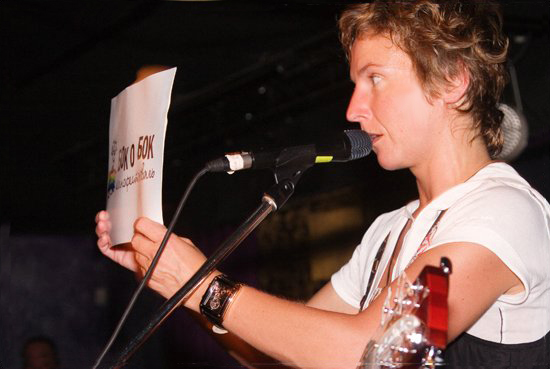
Світлана Сурганова оголошує переможця ЛГБТ-фотоконкурсу «пліч-о-Пліч».

2008 року разом з Олександром Сокуровим, Ігорем Коном і Сарою Уотерс виступила на захист, а також стала членом журі Міжнародного ЛГБТ-Кінофестивалю «пліч-о-Пліч» в Петербурзі.
У травні 2009 року Світлана Сурганова як професійний глядач увійшла до складу журі (разом з режисерами Юрієм Маминим — ігрове кіно та Володимиром Непевним — документальне кіно) першого студентського фестивалю короткометражного фільму «Актуальна Суміш» (засновник фестивалю — SPb Cinema Club), вибравши і нагородивши двох переможців у номінації «кращий мультиплікаційний фільм 2009».
До 120-річчя Анни Ахматової Світлана Сурганова презентувала в клубі А2 (Санкт-Петербург) і саду Ермітаж (Москва) проект аудіокниги поезій Ганни Андріївни, в записі якої взяли участь, крім самої Сурганової, Олена Погребижська, Євгенія Дебрянська, Каринна Москаленко, Кіра Левіна, Маргарита Бичкова, Оксана Базилевич, Алла Осипенко. Аудіокнига була видана в кінці 2009 року.
2013 року брала участь у музичному шоу «Живий звук» на російському телеканалі «Росія-1», де посіла перше місце.
Разом зі Світланою Іванниковою грає у виставі «Моя щасливе життя», постановка Олександра Цоя.

## Заборона виступів в Україні
У травні 2016 року Сурганова відвідувала окупований Крим всупереч законам України, скориставшись рейсом СПб-Сімферополь. Співачка провела в Криму два дні. Через це 14 травня 2018 року на київському летовищі Жуляни їй було заборонено в'їзд на територію України терміном на три роки. До Києва вона прибула рейсом з Мінська.